# Sân bay Saarbrücken
Sân bay Saarbrücken (IATA: SCN, ICAO: EDDR), tên tiếng Đức Flughafen Saarbrücken là một sân bay ở Saarbrücken, Đức. Năm 1964, sau nhiều năm xây dựng, sân bay này bắt đầu hoạt động. Năm 1972, sân bay này trở thành một trong 17 sân bay quốc tế của Đức. Thời kỳ 2006/2007, sân bay này gặp khó khăn vì phải cạnh tranh với sân bay Zweibrücken quân sự cách đó 40 km. Sân bay quân sự này được sử dụng làm sân bay dân dụng. Năm 2005 là năm đỉnh cao của sân bay Saarbrücken với 500.000 lượt khách thông qua.
Năm 2007, sân bay này đã phục vụ 350.592 lượt khách. 

## Các hãng hàng không và các tuyến điểm
- airberlin (~30 chuyến/tuần đi Berlin-Tegel, Nuenberg, Palma de Mallorca)
  - airberlin của hãng Luftfahrtgesellschaft Walter (~15 chuyến/ tuần đi Düsseldorf)
- OLT Ẽpress (Warschau)
- Luxair (~50 chuyến mỗi tuần đi Berlin-Tegel, Hamburg, Luxembourg)
- Sky Airlines (1 chuyến mỗi tuần đi Antalya)
- SunExpress (3 chuyến mỗi tuần đi Antalya)

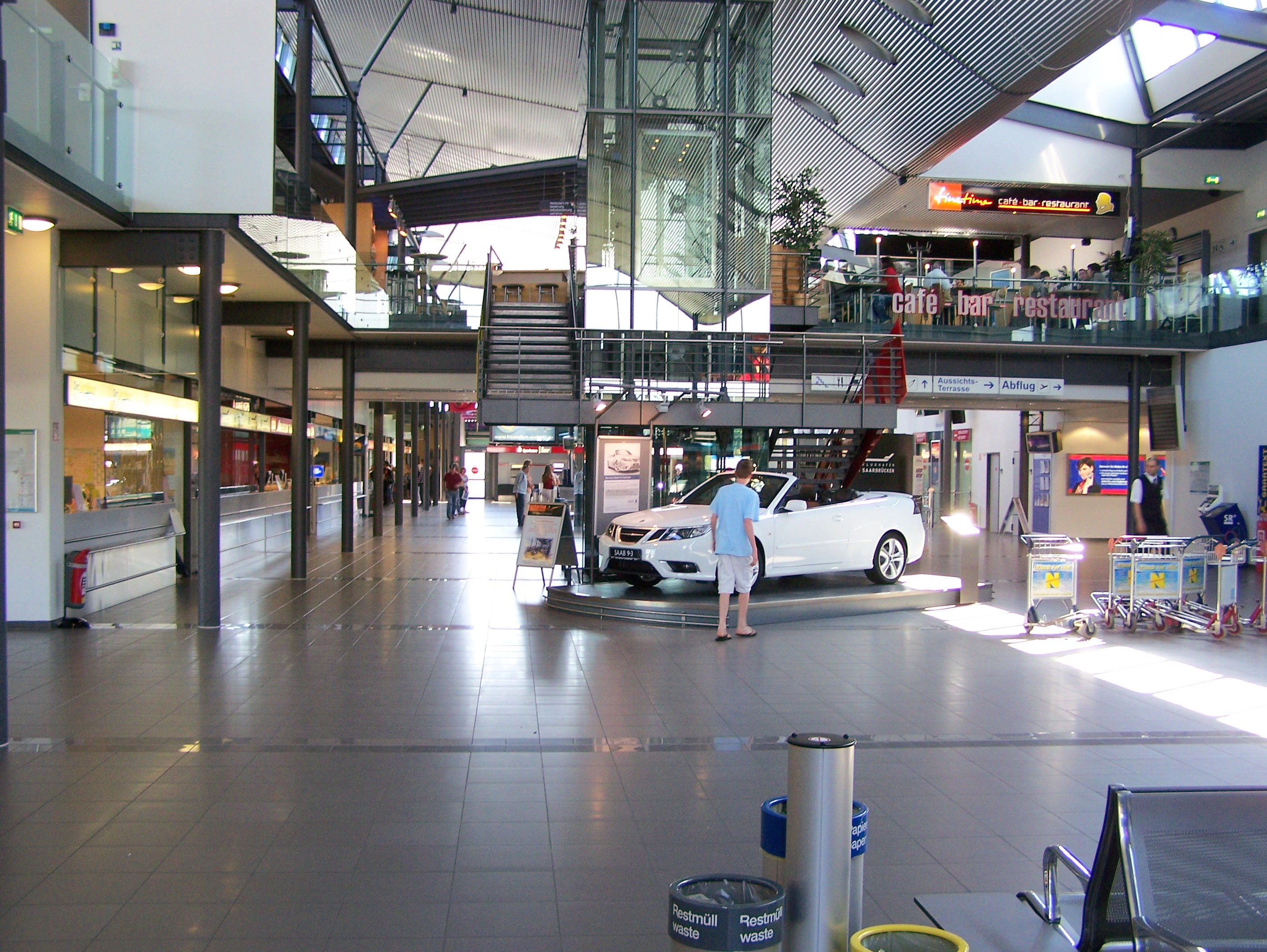
nhà ga 1
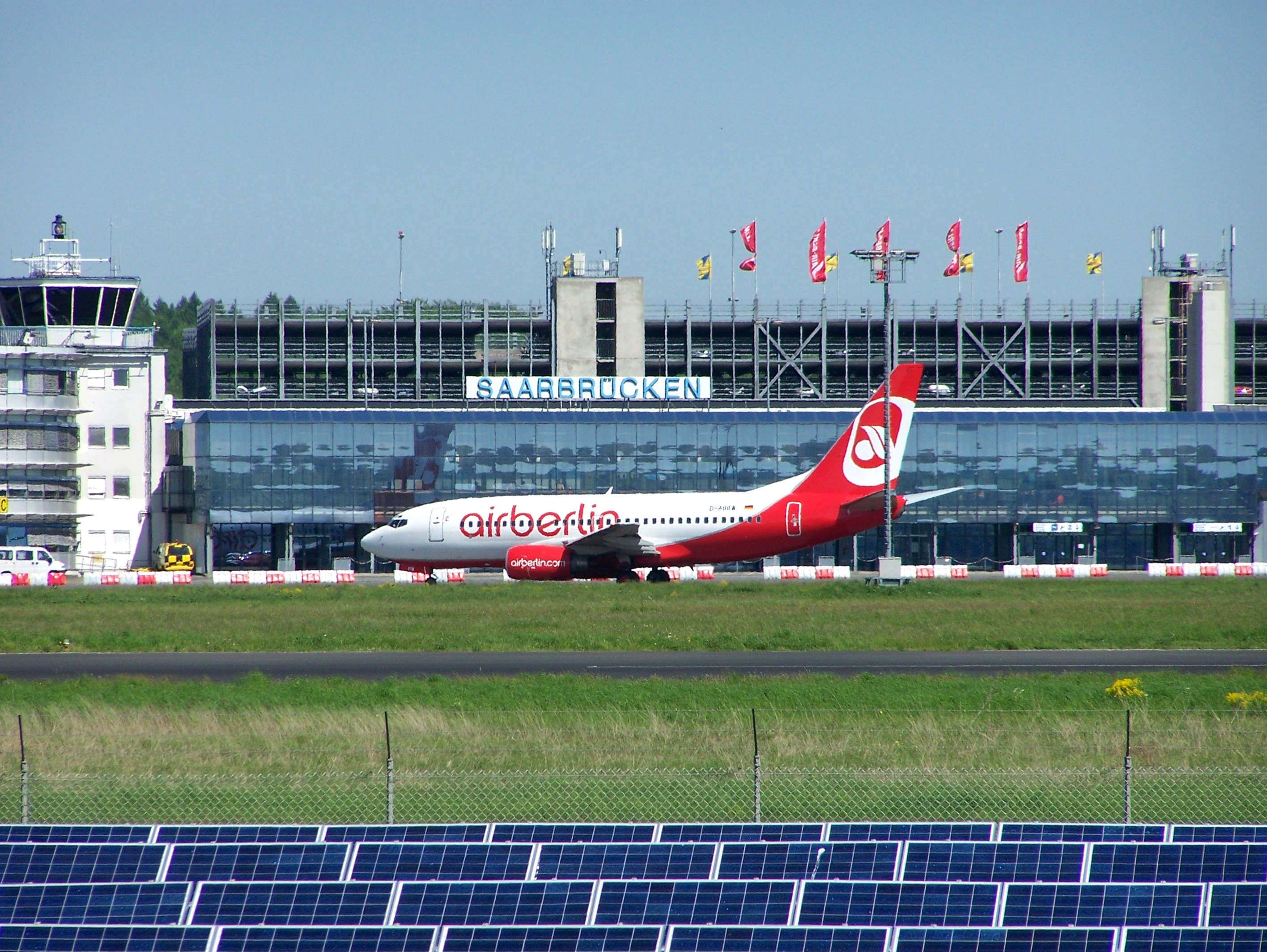
máy bay của Air Berlin trước nhà ga 1
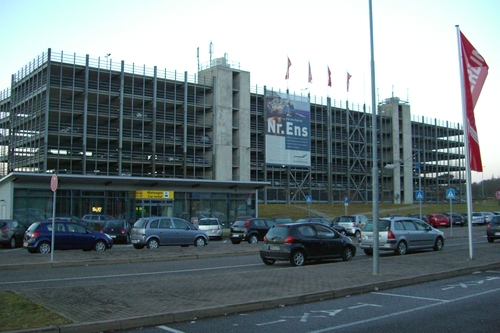
bãi đỗ xe của sân bay Saarbrücken